# Villanueva de la Serena
Villanueva de la Serena és un municipi de la província de Badajoz a la comunitat autònoma d'Extremadura. Forma una conurbació amb la veïna Don Benito, creant un nucli urbà amb influència regional.
Enquadrat a la comarca de La Serena és a 118 km de Badajoz. Té una superfície de 153 km² i una població de 25.576 habitants (cens de 2008). El codi postal és 06700.
El 20 de febrer de 2022 es va celebrar una consulta popular per a decidir la fusió entre Villanueva de la Serena i Don Benito, el resultat de la qual fou favorable a la fusió.